# Teplice nad Metují
Teplice nad Metují (německy Weckelsdorf nebo Wekelsdorf) jsou město v okrese Náchod  v Královéhradeckém kraji, v severovýchodních Čechách na horním toku řeky Metuje. Žije zde přibližně 1 700 obyvatel. Teplice nad Metují leží v nadmořské výšce kolem 464 metrů.

## Historie
První písemná zmínka je z roku 1362. Status města získaly Teplice nad Metují v roce 1972.

## Přírodní poměry

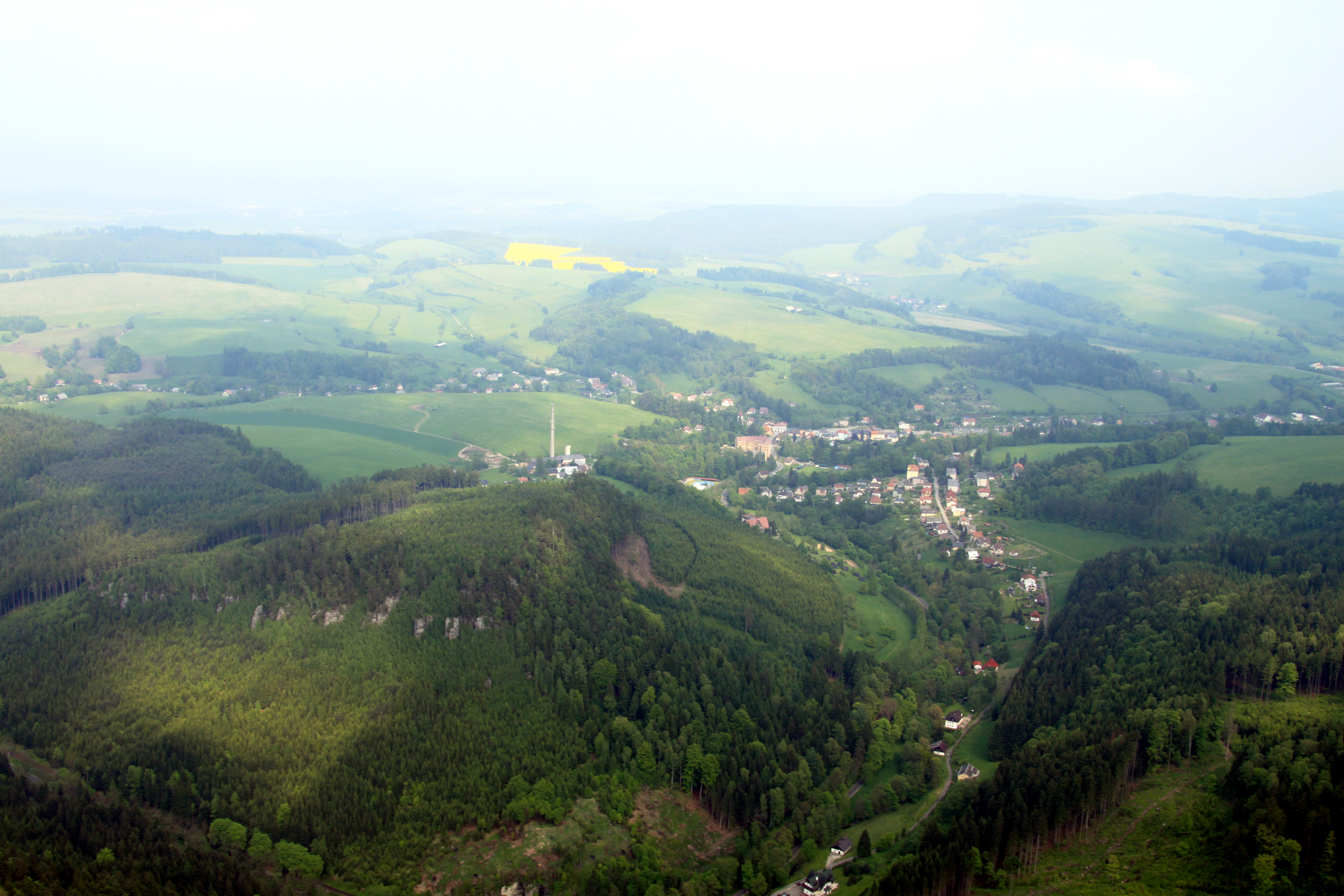
Letecký pohled od západu, v popředí Lysý vrch

Teplice nad Metují leží v severní části okresu Náchod v Královéhradeckém kraji, na státní hranici s Polskem, vzdušnou vzdáleností přibližně sedm kilometrů od Police nad Metují, jedenáct kilometrů od Broumova, devatenáct kilometrů od Trutnova a dvacet kilometrů od Náchoda. Polský Mieroszów je vzdušnou čarou vzdálen osm kilometrů, Valbřich pak 21 kilometrů.
Město se nachází v geomorfologickém celku Broumovská vrchovina, celé jeho území patří do CHKO Broumovsko. Podstatnou část katastru města pokrývá NPR Adršpašsko-teplické skály. Zde leží i nejvyšší bod katastru, vrch Čáp (786 metrů). Dalšími významnými vrcholy v katastru města jsou např. Trojmezí (739 metrů), Kraví hora (730 metrů), Strážný vrch (701 metrů), Hejda (626 metrů) nebo Lysý vrch (611 metrů). Řeka Metuje protéká městem přibližně v severojižním směru. Podél jejího toku leží části města Teplice nad Metují, Dolní Teplice, Dědov a Javor. Další části leží na přítocích řeky Metuje: Zdoňov na Zdoňovském potoce (jeho součást Libná podél jeho bezejmenného přítoku), Horní Teplice na Teplickém potoce a Bohdašín na Bohdašínském potoce. Lachov leží na bezejmenném potoce, který je přítokem Bohdašínského potoka, Skalami žádný významnější tok neprotéká.
Teplice nad Metují jsou (spolu s Adršpachem) východiskem do Adršpašsko-teplických skal, plošně největšího pískovcového skalního města ve střední Evropě. Odhadovaná návštěvnost skalního města byla například v roce 2003 přibližně 270 tisíc osob, větší část návštěvníků (cca 220 tisíc) mířila do skal z Adršpachu. Vstup do skalního města se nachází na západním okraji Teplic nad Metují. Základní prohlídkový okruh je přibližně 6 km dlouhý a navazuje na něj několik dalších turistických tras. Trasou přes Vlčí rokli je okruh propojen s adršpašskou částí skalního města. Ve skalním městě se nachází hrad Skály a hrad Střmen. V Teplicích nad Metují slouží turistům několik desítek ubytovacích zařízení (kempy, ubytovny, penziony, hotely) či turistické informační centrum (nedaleko Městského úřadu).

## Obyvatelstvo
Při sčítání lidu v roce 2001 žilo ve městě celkem 1 840 obyvatel, z toho bylo 941 žen (51,1 % ze všech obyvatel). Do věkové kategorie 0–14 let spadalo 269 obyvatel, do věkové kategorie 15–64 let 1 281 obyvatel a do věkové kategorie 65+ spadalo 290 obyvatel. V době svého narození mělo v Teplicích nad Metují trvalý pobyt 673 lidí, podíl rodáků na celkovém počtu obyvatel tedy činil 36,6 %.

### Historický vývoj
Podle údajů z jednotlivých censů je zřejmé, že počet obyvatel se v novodobé historii neustále snižuje. Největší úbytek nastal po druhé světové válce, kdy došlo k vyhnání obyvatel německé národnosti z Československa. Mírný pokles registrujeme i v nejnovější historii.
| Rok            | 1869  | 1880  | 1890  | 1900  | 1910  | 1921  | 1930  | 1950  | 1961  | 1970  | 1980  | 1991  | 2001  | 2011  | 2021  |
| -------------- | ----- | ----- | ----- | ----- | ----- | ----- | ----- | ----- | ----- | ----- | ----- | ----- | ----- | ----- | ----- |
| Počet obyvatel | 6 495 | 6 486 | 6 292 | 6 128 | 6 154 | 5 475 | 5 206 | 2 556 | 2 447 | 2 379 | 2 136 | 1 906 | 1 840 | 1 698 | 1 567 |
| Počet domů     | 896   | 958   | 970   | 1 008 | 1 018 | 1 046 | 1 098 | 948   | 580   | 520   | 476   | 574   | 684   | 682   | 693   |

## Městská správa
Obec s pověřeným obecním úřadem (správní obvod tvoří obce Adršpach, Meziměstí, Teplice nad Metují a Vernéřovice).

### Části města
- Teplice nad Metují
- Bohdašín
- Dědov
- Dolní Teplice
- Horní Teplice
- Javor
- Lachov
- Libná
- Skály
- Zdoňov

### Městské symboly
Vlajka byla městu udělena rozhodnutím předsedy Poslanecké sněmovny Parlamentu České republiky dne 21. června 1999.

## Hospodářství

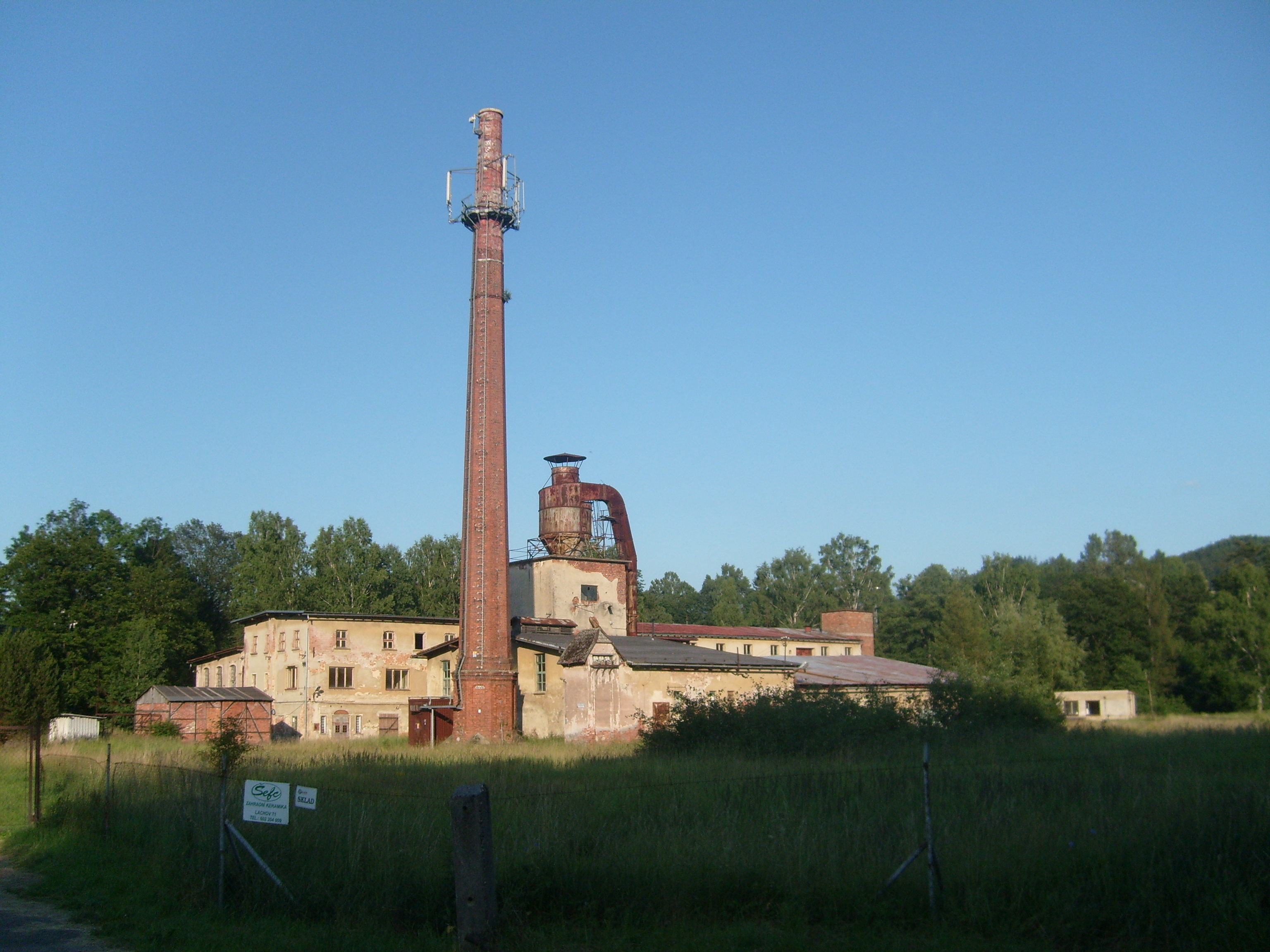
Bývalá tírna lnu v Teplicích nad Metují nedaleko hlavního nádraží

V minulosti byl ve městě zastoupen zejména textilní průmysl, vázaný na zpracování lnu. Tato výroba ale v devadesátých letech 20. století zanikla. Delší historii má na území města také strojírenský průmysl, dnes zastoupený firmou Komap Dědov (výroba přechodů, přírub a klenutých den), firmou G. D. P. P. (výroba potrubních dílů), a firmou STAKO Zápustková kovárna, s.r.o (výroba zápustkových výkovků). V okolí města se těží pískovec, jehož zpracování se věnuje firma Granit Lipnice s.r.o.
V devadesátých letech 20. století nově vznikly v Teplicích nad Metují podniky potravinářského průmyslu. Konkrétně se jedná o stáčírnu stolní vody, kterou nyní provozuje firma Coca-Cola HBC Česko a Slovensko, s.r.o. V místním závodě, který se nachází nedaleko železniční stanice Teplice nad Metují, se stáčí stolní voda čerpaná z artéských studní. Voda se distribuuje pod obchodním názvem Natura. Dále se jedná o firmu Stěnava, vyrábějící horalské trubičky (plněné cukrovinky, obdoba hořických trubiček).

## Doprava

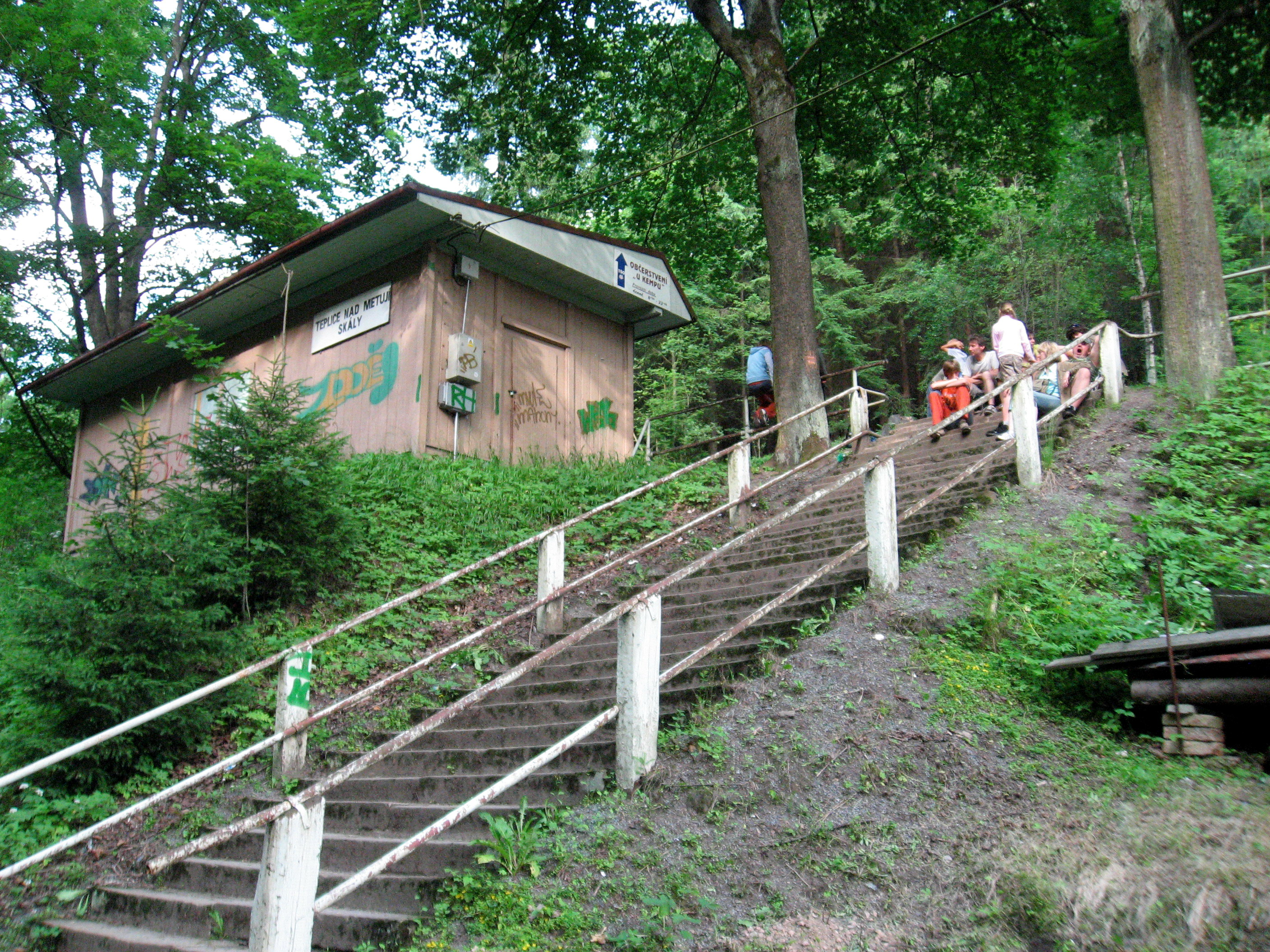
Železniční zastávka Teplice nad Metují skály

### Železniční doprava
Městem prochází železniční trať č. 026 Týniště nad Orlicí – Otovice zastávka, která má v obci jednu stanici (Teplice nad Metují) a dvě zastávky (Dědov a Bohdašín). Trať na území města vstupuje od jihu údolím řeky Metuje, poté pokračuje podél Bohdašínského potoka a nad Bohdašínem katastr města opouští. Ve stanici Teplice nad Metují zastavují všechny spěšné i osobní vlaky provozované na trati, v zastávkách Dědov a Bohdašín pouze vybrané osobní vlaky. Ze stanice Teplice nad Metují odbočuje lokální trať Trutnov – Teplice nad Metují, která má v obci také dvě další zastávky (Teplice nad Metují město a Teplice nad Metují skály). Provozované osobní a spěšné vlaky zastavují ve městě ve všech stanicích a zastávkách. Na území Teplic nad Metují se nachází jediný tunel na trati (délka 230 metrů).

### Silniční doprava
Městem procházejí pouze silnice III. třídy. Veřejná pravidelná autobusová doprava zajišťuje městu spojení se všemi okolními městy a zároveň dopravní obslužnost většiny částí města (obsluhovány nejsou pouze části Horní Teplice a Skály). V současné době se připravuje otevření hraničního přechodu Zdoňov – Laczna pro individuální automobilovou dopravu.

### Ostatní druhy dopravy
Cyklistická doprava je usnadněna vyznačením několika cyklistických tras. Samostatná cyklostezka s vyloučením automobilové dopravy spojuje Teplice nad Metují a Adršpach. Katastr města protíná také síť turistických stezek pro pěší.

## Společnost

### Školství

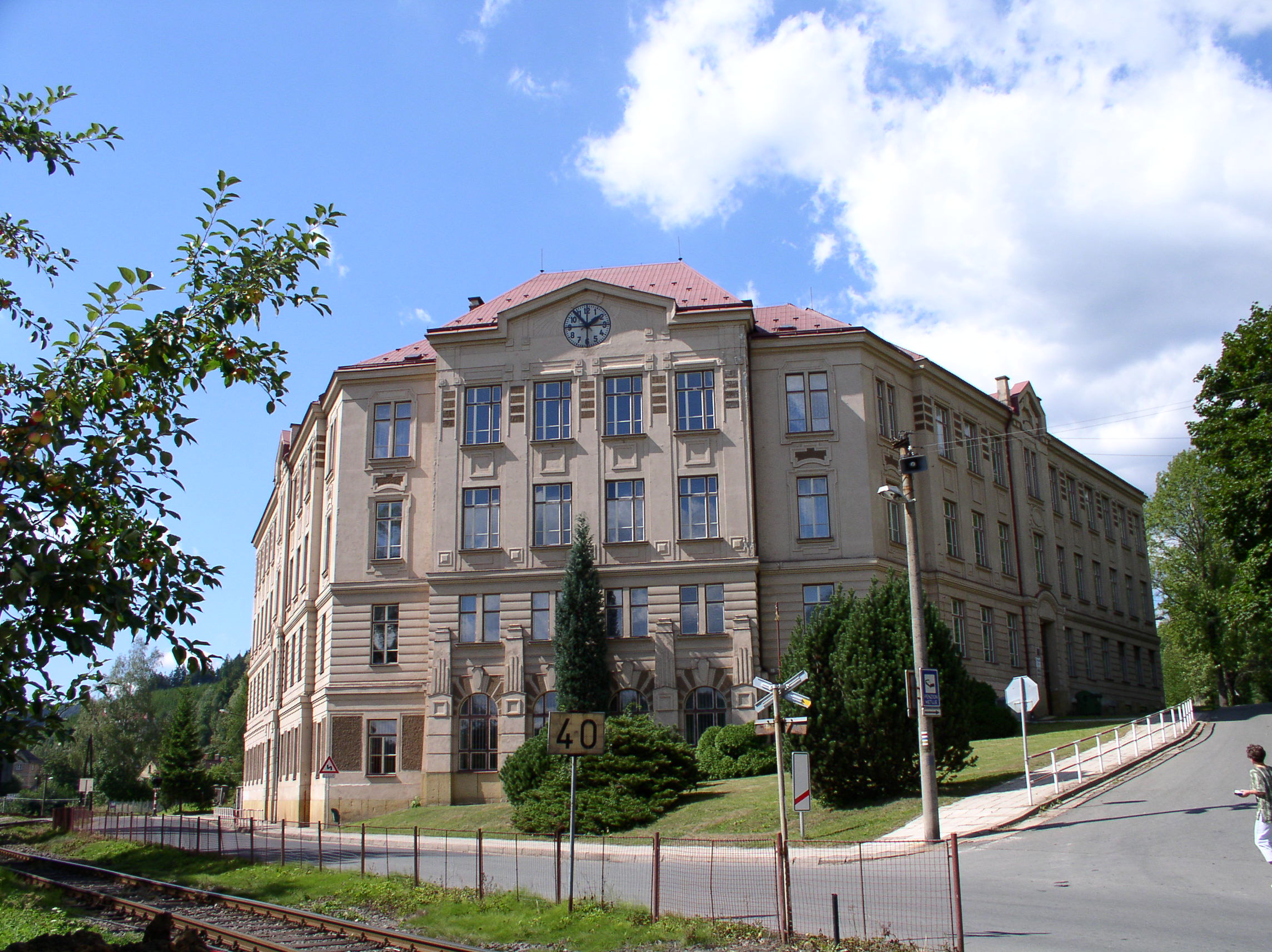
Základní škola

Město je zřizovatelem Mateřské školy a základní školy Teplice nad Metují, subjektu, který integruje mateřskou školu, devítiletou základní školu a praktickou školu. Od otevření v roce 1907 sídlí škola ve školní budově nedaleko Horního zámku směrem na Adršpach. Ve školní budově se nachází také městská knihovna. Ve městě se zachovala i bývalá budova školy mezi kostelem a budovou Horního zámku, ve které dnes sídlí infocentrum a obchod se sportovními potřebami.
Nachází se zde odloučené pracoviště Střední školy hotelnictví, řemesel a gastronomie, se sídlem v Trutnově. Poskytuje střední vzdělání s maturitní zkouškou (obory Hotelnictví pro život a Gastronomické služby) a střední vzdělání s výučním listem v programech kuchař, kuchař-číšník, číšník a barman.

### Kultura
Každoročně na sklonku léta se ve městě koná Mezinárodní horolezecký filmový festival. První ročník se uskutečnil v roce 1981, vzhledem k přestávkám v pořádání se v roce 2013 konal jubilejní 30. ročník. Jedná se o soutěžní festival, na kterém jsou prezentovány snímky z oblasti horolezectví a dalších sportů v přírodě. Nedílnou součástí festivalu je sportovní (závody v běhu, lezení apod.) a kulturní doprovodný program (výstavy fotografií, koncerty hudebních skupin apod.).

### Sport
Přilehlé skalní město je jedním z center českého pískovcového lezení, specifické části horolezeckého sportu. Teplice nad Metují poskytují vyznavačům tohoto sportu zázemí (ubytovací kapacity, specializovaný obchod).
Ve městě působí několik sportovních organizací. Nejvíce sportovních oddílů je sdruženo v TJ Slavoj Teplice nad Metují. Konkrétně se jedná o volejbalový oddíl, fotbalový oddíl, hokejový oddíl, lyžařský oddíl, cyklo-ski klub a ASPV (Asociace sportu pro všechny).
Nejvýznamnější sportovní událostí, která se ve městě každoročně koná, je dálkový závod horských kol nazvaný Rallye Sudety. Tento cyklistický maratón, jehož první ročník se uskutečnil v roce 1995, patří vzhledem ke své délce a profilu trati k nejtěžším závodům v Česku. Pořadatelem je Redpoint Team.
Ve městě je v zimním období v provozu lyžařský vlek. Obsluhovaná sjezdovka je 500 metrů dlouhá, při poslední rekonstrukci byla osazena děly pro umělé zasněžování.

## Pamětihodnosti

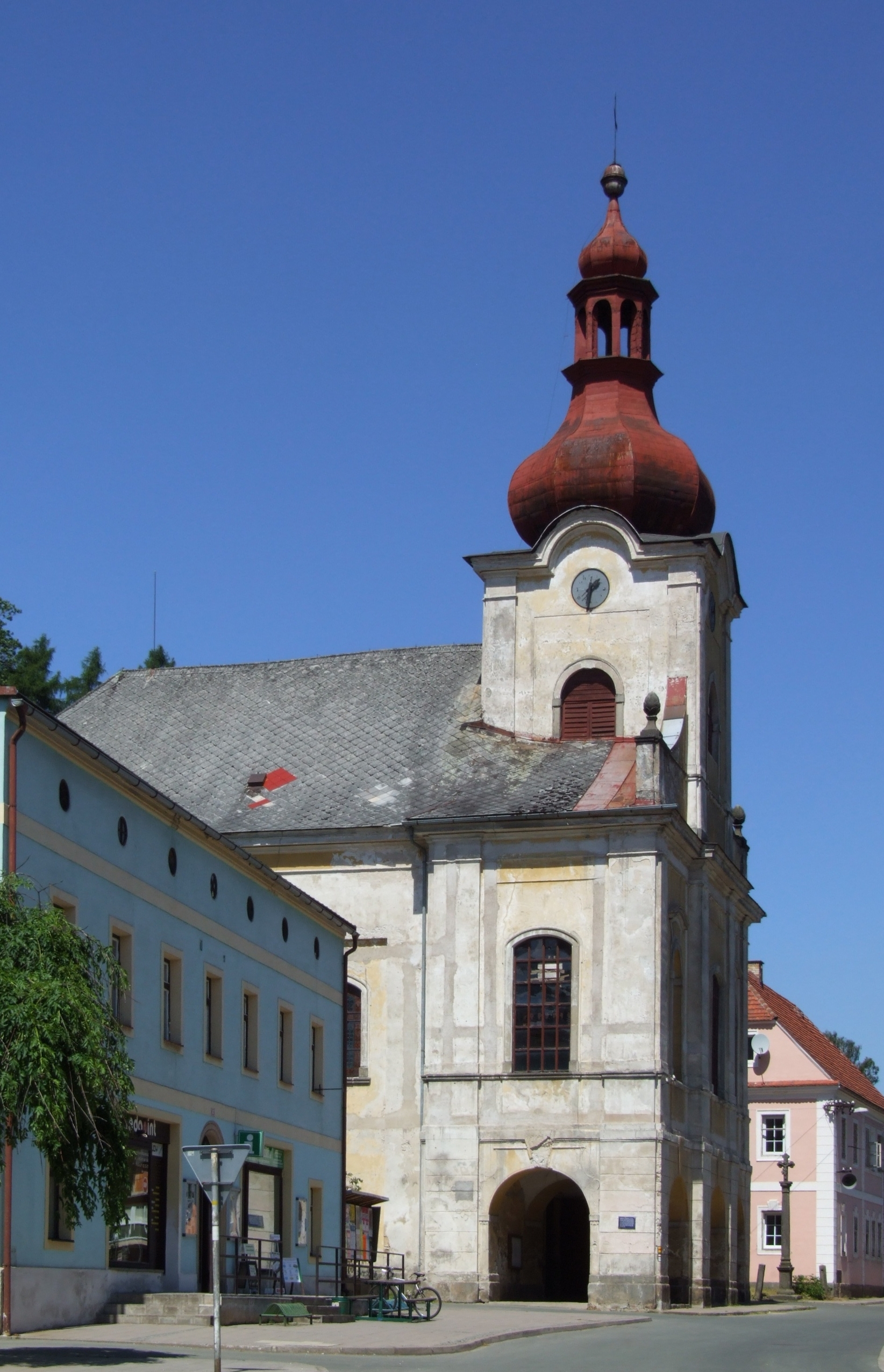
Kostel sv. Vavřince, v popředí budova bývalé školy, v pozadí fara

- Kostel svatého Vavřince (1724) v barokním stylu se nachází na místě bývalého dřevěného kostela, který byl doložen již v 15. století. V kostele se dochovalo původní dřevěné vybavení. Cenný je hlavní oltář s obrazem sv. Vavřince, po stranách kostela jsou umístěny ještě 4 další oltáře. Hlavní vchod do kostela je osazen mohutnými dubovými dveřmi s figurálními řezbami ze Starého a Nového zákona.[9]
- Poutní kostel Panny Marie Pomocné na Kamenci byl postaven v roce 1754. V jeho sousedství stojí dřevěná poustevna.[10]
- Kostel Nejsvětější Trojice ve Zdoňově, původně gotický, renesančně přestavěný.
- Kostel Panny Marie ve Zdoňově na vrcholu zvaném Kopeček. Byl uzavřen v období Josefínských reforem, dnes zbylo pouze obvodové zdivo ukryté v hustém lesním porostu.
- Horní zámek (1599) byl postaven Václavem Bohdaneckým z Hodkova. V budově nyní sídlí Městský úřad.[11]
- Dolní zámek (1664) byl vystavěn Janem Václavem Schmiedelem v barokním stylu. Přilehlou zahradu lemuje kamenná zeď s rokokovými plastikami. Dnes je zámek využit jako domov důchodců.[12]
- Kříž smíření na Bukové hoře. Památník byl vztyčen v roce 2002 na místě, kde bylo v roce 1945 zastřeleno 23 českých Němců. Iniciátorkou vztyčení památníku byla tehdejší starostka Věra Vítová, autorem monumentu je sochař Petr Honzátko.

## Osobnosti
- Ondřej Szabo (* 23. února 1979), bývalý prvoligový fotbalista, odchovanec teplické kopané. V minulosti prošel kluby Slavoj Teplice nad Metují, FK Náchod-Deštné, FC Hradec Králové, Bohemians Praha 1905, FK Teplice, FK Baník Sokolov, SK Kladno, FC DAC 1904 Dunajská Streda a SK Hlavice.
- Miroslav Vodehnal (* 25. dubna 1976) odchovanec teplické kopané, bývalý prvoligový fotbalista a internacionál. V první lize odehrál za tehdejší FK Jablonec 97 celkem 107 zápasů. Zahraniční část kariéry strávil v řeckém Panachaiki G.E. (2005) a kyperských AEP Paphos FC (2005-2006) a APOP Kinyras Peyias (2006–2007). V Česku hrál nižší soutěže ještě za FC Hradec Králové, FK Pardubice a FK Náchod-Deštné.
- Josef Tichatschek (11. července 1807, Teplice nad Metují – 18. ledna 1886, Drážďany), operní pěvec (tenorista), vystupoval po celé Evropě zejména v operách Richarda Wagnera. V roce 1999 mu byl v jeho rodišti odhalen pomník.

## Partnerská města
- Jaworzyna Śląska, Polsko